# 烏什直隸廳
烏什直隸廳（考語：要，衝、疲、難），中國清代新疆省所轄的一直隸廳。
烏什，為溫宿的轉音，即漢代溫宿國地。因準噶爾部曾遣吐魯番人移居烏什，維吾爾語稱烏什為“烏什吐魯番”，清人省譯為圖爾璊（即吐魯番之異譯）。乾隆二十年（1755年），烏什伯克霍集斯歸附清廷，定漢文名為烏什。其境內有烏赤山（今名燕子山）。乾隆二十四年（1759年），置烏什辦事大臣管轄其地，隸屬於總理回疆事務參贊大臣。乾隆三十一年（1766年）築永寧城，總理回疆事務參贊大臣移駐烏什。乾隆五十二年（1787年），仍置烏什辦事大臣，總理回疆事務參贊大臣遷回喀什噶爾。
光緒九年（1883年），裁撤烏什辦事大臣，置烏什直隸廳，隸屬於阿克蘇道。轄回莊二十八，有7217戶，47454人。治所在今新疆烏什縣。廳境北方及西北與俄羅斯接壤。1913年（民國二年）裁撤直隸廳，置烏什縣。
該廳有卡倫十三處，驛站兩處：烏赤、洋海。境內有布魯特奇里克、胡什齊兩部落牧地。